# Nazi-maoismo
Il nazi-maoismo fu un fenomeno politico diffuso in Italia in ambito universitario romano a partire dal 1968, che ebbe nel movimento politico Lotta di Popolo la sua principale espressione partitica, in quanto punto di confluenza dei movimenti di destra della Sapienza (come la Caravella e Primula Goliardica) ed altri gruppi di destra extraparlamentare. In esso confluirono, inoltre, altri elementi appartenenti all'area della sinistra extra-parlamentare, che tuttavia non si identificavano nelle organizzazioni all'epoca maggiormente attive. Il termine "nazi-maoismo" è di origine giornalistica.
In nessuna occasione esso chiarì mai, quindi, quali fossero i suoi precisi referenti ideologici, neppure nel corso delle occupazioni che il movimento organizzò tra il 1968 e il 1969 nella facoltà di giurisprudenza dell'ateneo romano. Una testimonianza autorevole, perché redatta a pochissima distanza di tempo dagli avvenimenti descritti, è quella proposta da Eduardo M. di Giovanni e da Marco Ligini, appartenenti alla cosiddetta "nuova sinistra". Nella loro ricostruzione dell'assalto "squadrista fascista" alla facoltà di giurisprudenza, nella primavera del 1968, in cui rimase gravemente leso dal lancio di una pesante panca il leader di Potere Operaio Oreste Scalzone, gli autori - malgrado l'equivoco, anche loro, della matrice di destra del "Nazi-maoismo" - sottolineano come la facoltà di Giurisprudenza fosse tutt'altro che consonante con le speranze del Movimento Sociale Italiano di Giorgio Almirante e di Giulio Caradonna (che ritenevano il "Nazi-maoismo" allineato con gli ideali della loro parte ideologica) e scrivevano in proposito:
Altra testimonianza in merito è quella del neonazista Franco "Giorgio" Freda, che in una sua intervista del 1977 che riprendeva argomentazioni già esposte in una sua pubblicazione stampata a Losanna (Svizzera):
La fine del fenomeno "nazi-maoista" è solitamente fatta coincidere con lo scioglimento di Lotta di Popolo, nel 1973, ma in realtà forme degenerate che s'impadronirono di alcune parole d'ordine del cosiddetto "Nazi-maoismo" si possono ritrovare in numerosi gruppi della destra extra-parlamentare, quali Terza Posizione e, più recentemente in Forza Nuova, i quali, pur in un accentuato anticomunismo e nell'ambito di posizioni nazionaliste tipiche dell'estrema destra, hanno una spiccata attenzione alle problematiche sociali, oltre ad un violento antiamericanismo ed antisionismo.